# Марьевский сельсовет (Сакмарский район)
Марьевский сельсовет — сельское поселение в Сакмарском районе Оренбургской области Российской Федерации.
Административный центр — село Марьевка.

## История
Село создано в 1790 году. Статус и границы сельского поселения установлены Законом Оренбургской области от 2 сентября 2004 года № 1424/211-III-ОЗ «О наделении муниципальных образований Оренбургской области статусом муниципального района, городского округа, городского поселения, установлении и изменении границ муниципальных образований».

## Население
| 2010 | 2012 | 2013 | 2014 | 2015 | 2016 | 2017 |
| ---- | ---- | ---- | ---- | ---- | ---- | ---- |
| 861  | ↗865 | ↗868 | ↗870 | →870 | ↘837 | ↗841 |
| 2018 | 2019 | 2020 | 2021 |      |      |      |
| ↘831 | ↘824 | ↗849 | →849 |      |      |      |

## Состав сельского поселения
| № | Населённый пункт | Тип населённого пункта       | Население |
| - | ---------------- | ---------------------------- | --------- |
| 1 | Жданово          | село                         | 160       |
| 2 | Марьевка         | село, административный центр | 665       |
| 3 | Янгиз            | село                         | 36        |